# Oto Matický
Oto Matický, né le 30 juin 1963, à Košice, en Tchécoslovaquie, est un ancien joueur et entraîneur de basket-ball slovaque.

## Palmarès
- Finaliste du championnat d'Europe 1985